# Andsnes
Andsnes es una localidad en el municipio de Loppa en la provincia de Finnmark, Noruega. Es la más occidental de Finnmark. Se ubica en la parte continental de Loppa, en la desembocadura del fiordo de Kvænangen y a lo largo del estrecho Lopphavet, del mar de Noruega. El único camino que existe conecta con una aldea aislada que está 3 km al sur en Kvænangen.